# Monument en hommage à Komitas
Le Monument en hommage à Komitas est un monument commémoratif aux Arméniens victimes du génocide de 1915 et aux combattants arméniens morts pour la France. Il est composé d'une statue de Komitas, située sur l'esplanade d'Arménie, et jouxte le jardin d'Erevan, entre le pont des Invalides et le Grand Palais, dans le 8e arrondissement de Paris.

## Présentation
Il s'agit d'une statue haute de six mètres réalisée par David Erevantzi, représentant Komitas, prêtre et musicologue arménien, rescapé du génocide arménien et réfugié en France.

## Historique
La mise en place de l'œuvre a été approuvée à l'unanimité par le conseil de Paris le 29 janvier 2001, jour de la reconnaissance par la France du génocide arménien. Elle a été inaugurée le 24 avril 2003 par le maire de Paris, Bertrand Delanoë.